# Fußball-Bundesliga/Rekorde/Arminia Bielefeld

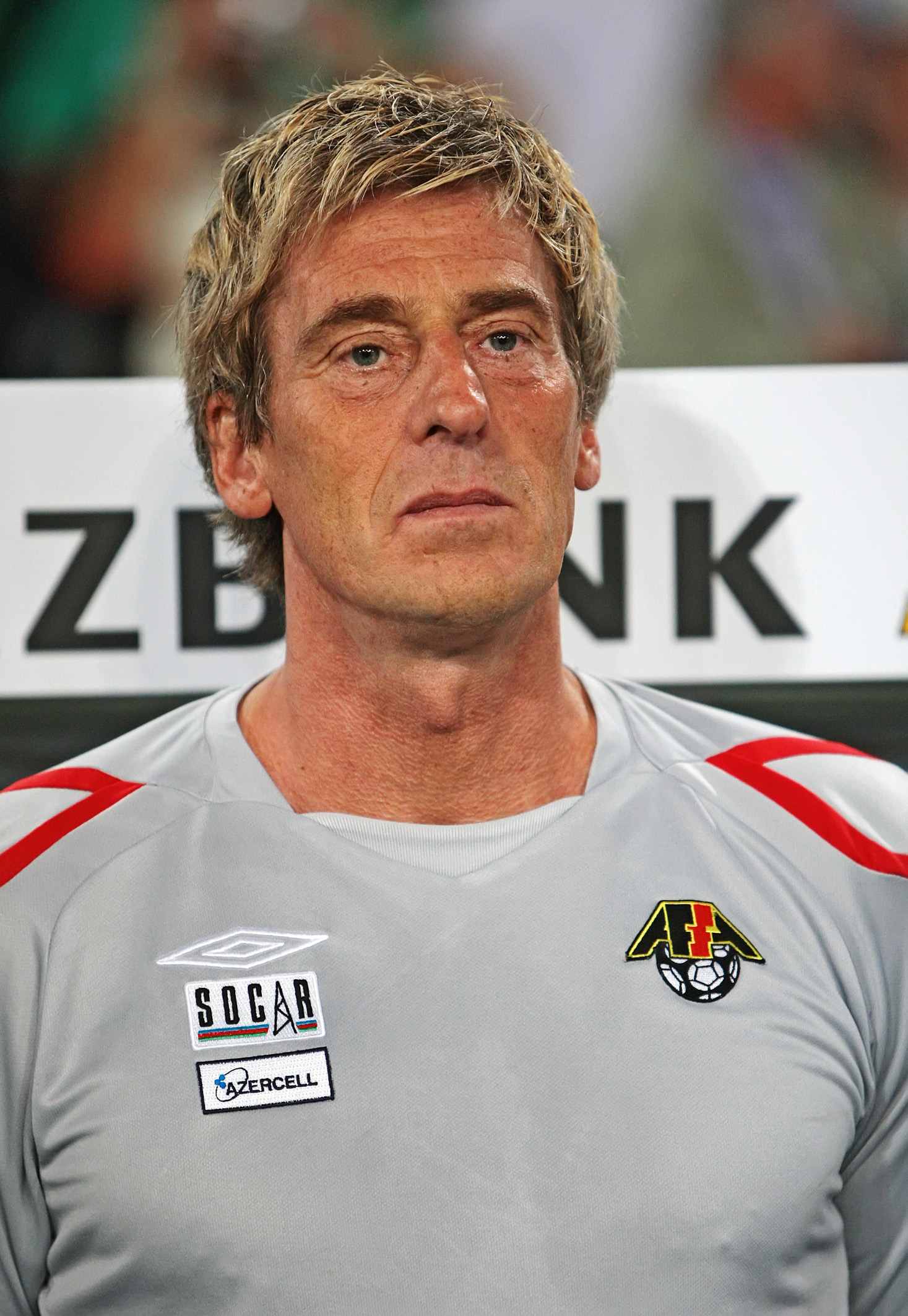
Ältester Torhüter: Uli Stein (42 Jahre, 5 Monate und 19 Tage)

Der Artikel Fußball-Bundesliga/Rekorde/Arminia Bielefeld listet die vereinsspezifischen Rekorde von Arminia Bielefeld auf, die mit Bezug auf die Zugehörigkeit zur deutschen Fußball-Bundesliga gehalten werden.
Der Verein ist aktuell kein Bundesligist (Stand: Saison 2025/26).

Siehe auch: 

## Vorbemerkung
Es besteht eine Unterteilung zwischen Positiv- und Negativrekorden sowie vereinsinternen Bestmarken. Weitere Rekorde, die dem Verein nicht zuzuordnen sind, werden im Hauptartikel unter „Allgemein“ gelistet. Dort bestehen zudem die Rubriken „Trainerspezifische Rekorde“, „Schiedsrichterspezifische Rekorde“ sowie „Sonstige Rekorde“. Es besteht außerdem die Möglichkeit „In nächster Zeit möglicherweise fallende Bestmarken“ im unteren Bereich der Hauptseite festzuhalten, bzw. die neuen Rekorde an die passenden Stellen einzusortieren. Wenn möglich, wird zu einem Positivrekord auch der Negativrekord als Gegenstück gelistet (und andersrum). Die Liste erhebt keinen Anspruch auf Vollständigkeit.

## Arminia Bielefeld
Aktuelle Platzierung in der Ewigen Tabelle der Fußball-Bundesliga: Platz 25 von 58 (Stand: 34. Spieltag 2024/25)

### Positivrekorde
- meiste Bundesliga-Aufstiege: 8 (gemeinsam mit dem 1. FC Nürnberg)[1]
  - 1970
  - 1978
  - 1980
  - 1996
  - 1999
  - 2002
  - 2004
  - 2020
- ältester Torhüter: Uli Stein (42 Jahre, 5 Monate und 19 Tage, am 11. April 1997, beim 1:1-Unentschieden gegen den Hamburger SV)[2]
- erster panamaischer Spieler: Andrés Andrade (beim 0:0-Unentschieden gegen die TSG Hoffenheim, am 5. Spieltag 2021/22)[3][4]

### Vereinsintern
- Rekordspieler: Rüdiger Kauf (170 Einsätze)[5]
- Rekordtorhüter: Mathias Hain (152 Einsätze)[5]
- Rekordtorschütze: Artur Wichniarek (45 Tore)[6]
- ältester Spieler: Uli Stein (42 Jahre, 5 Monate und 19 Tage, am 11. April 1997, beim 1:1 gegen den Hamburger SV)[2]
- jüngster Spieler: Burak İnce (18 Jahre, 1 Monat und 21 Tage, bei der 0:1-Niederlage bei Borussia Dortmund, am 13. März 2022)[2][7]
- ältester Torschütze: Fatmir Vata (35 Jahre, 7 Monate und 23 Tage, 3:1-Siegtreffer gegen Hannover 96, am 12. Mai 2007)[8][9]
- jüngster Torschütze: Franco Foda (18 Jahre, 9 Monate und 24 Tage, 3:0-Siegtreffer gegen Borussia Dortmund, am 16. Februar 1985)[10][11]
- älteste Startelf: 31,5 Jahre (21. Spieltag 2007/08 gegen den MSV Duisburg)[12]
- jüngste Startelf: 24,1 Jahre (3×)[12]
  - beim 1:0-Sieg gegen den VfB Stuttgart (6. Spieltag 1971/72)[13]
  - beim 1:1-Unentschieden beim FC Bayern München (7. Spieltag 1971/72)[14]
  - beim 1:1-Unentschieden bei Hertha BSC (33. Spieltag 1971/72)[15]
- höchster Heimsieg: 5:0 (2×)[16]
  - gegen SV Darmstadt 98 (21. April 1979)[17]
  - gegen Borussia Mönchengladbach (8. Mai 1982)[18]
- höchste Heimniederlage: 1:7 (gegen Eintracht Braunschweig, 28. Juni 1972)[16][19]
- höchster Auswärtssieg: 4:0 (beim FC Bayern München, 10. März 1979)[16][20]
- höchste Auswärtsniederlage: 1:11 (bei Borussia Dortmund, 6. November 1982)[16][21]
- Trainer mit den meisten Siegen: Ernst Middendorp (28, Stand: 28. Spieltag 2022/23)[22]